# Мадона деле Грације (Виченца)
Мадона деле Грације је насеље у Италији у округу Виченца, региону Венето.
Према процени из 2011. у насељу је живело 53 становника. Насеље се налази на надморској висини од 214 м.